# Guy Eclache
Guy Eclache né le 10 décembre 1918 à Chénérailles dans la Creuse et mort fusillé le 20 octobre 1945 à Grenoble est un membre de la police grenobloise durant l'occupation allemande de la ville de septembre 1943 au mois d'août 1944.

## Biographie
Guy Eclache est né à Chénérailles (Creuse) le 10 décembre 1918, fils de Jules et de Berthe Giry. Il est membre de la police grenobloise durant l'occupation allemande de la ville, de septembre 1943 au mois d'août 1944.
C'est un collaborateur nazi engagé dans la Schutzstaffel. Il est surnommé « l'homme aux 200 crimes » ou le lieutenant « Luc Siffer ».
Il est qualifié « d'ennemi public numéro 1 » à la Libération mais parvient à s'enfuir en Italie, où il est localisé en 1945 dans un monastère et ramené à Grenoble par des résistants, dont Pierre Fugain (1919-2009), père du chanteur Michel. Eclache est jugé à Grenoble le 27 septembre 1945. Condamné à mort, il est fusillé trois semaines plus tard dans le polygone d'artillerie de Grenoble le 20 octobre 1945.

## Filmographie
- [vidéo][Production de télévision] « [http://<abbr%20class="abbr%20indicateur-format%20format-vidéo"%20title="Vidéo%20au%20format%20mpg,%20avi…">[vidéo]%20%5Bhttps://www.dailymotion.com/video/x4oosoj%20Disponible%5D%20sur%20%5B%5BDailymotion%5D%5D Histoire interdite : nazis français, nazis allemands, de la fuite à la traque] », 2015, Paris, D8 (consulté le 17 octobre 2017)